# Thomas Lorenz (Visagist)
Thomas Lorenz ist ein österreichischer Visagist und Friseur, der in Wien und Paris lebt und arbeitet.

## Leben und Werk
Lorenz lernte und perfektionierte sein Handwerk bei international anerkannten Visagisten wie Dick Page, Kabuki, Lisa, Eldridge, Lucia Pica, Ellis Faas und Pep Gay und assistierte bei Modenschauen in New York, Paris und Mailand für Marken wie Hugo Boss, Comme des Garçons, Christian Dior und Moschino.
Er stylte zahlreiche Persönlichkeiten aus den Bereichen Musik, Film und Mode – darunter die Sänger Marianne Faithfull, Anna Netrebko, Mark Ronson und Robyn, die Schauspieler Jessica Alba, Isabelle Huppert und Robin Williams, die Topmodels Nadja Auermann, Joséphine de La Baume, Karolína Kurková, Amber Valletta und Emma Heming-Willis sowie die Designerinnen Angela Missoni, Chantal Thomass, außerdem Persönlichkeiten wie Naomi Campbell, Jerry Hall, Anna Piaggi und Vivienne Westwood.
Lorenz arbeitet mit namhaften Fotografen zusammen, darunter Joachim Baldauf, Kate Bellm, Rankin und Matthew Stone. Im Lauf der Jahre erschienen seine Arbeiten in so gut wie allen österreichischen Tageszeitungen und Zeitschriften sowie in der französischen, der deutschen, der indischen, der italienischen und der russischen Ausgabe der Vogue, weiters in Amica, Madame, Tatler, Vogue Sposa, L'Uomo Vogue und GQ, in Elle, Glamour, Harper’s Bazaar, L'Officiel, Purple und weiteren Publikationen. Lorenz arbeitet regelmäßig als Visagist bei den jährlichen Modeschauen während der Fashion Weeks in Paris – beispielsweise für Antonio Berardi, Edith A'gay und für Fabrics Interseason. Er wurde weiters für nationale und internationale Kampagnen bedeutender Marken verpflichtet – darunter BMW, C&A, Campari, Chivas Regal, Diesel, Escada, JOOP!, L’Oréal, Louis Vuitton, Philips, Procter & Gamble, Schwarzkopf, Silhouette, Triumph International, Universal Pictures, Villeroy & Boch. Er wird von Agenturen in Österreich, Frankreich, Deutschland und Indien vertreten.
Im Jahr 2011 zeichnete Lorenz verantwortlich für das Make-up von sechs Figuren der Life Ball Style Bible, darunter Amor, Cronus, Mars und Venus.

## Auszeichnungen
- 2011 Vienna Fashion Award in der Kategorie Make-up Artist
- 2014 Vienna Fashion Award in der Kategorie Hair Stylist and Make-up Artist